# Artemiwka (Krym)
Artemiwka (ukr. Артемівка, ros. Артёмовка, Artiomowka) – wieś na Ukrainie, w Autonomicznej Republice Krymu (de iure stanowiącej integralną część państwa ukraińskiego, w 2014 anektowanej przez Rosję i odtąd funkcjonującej jako Republika Krymu), w rejonie czornomorskim. W 2001 liczyła 238 mieszkańców, wśród których 33 wskazało jako ojczysty język ukraiński, a 205 rosyjski. Według spisu ludności przeprowadzonego przez okupacyjne władze rosyjskie populacja wsi w 2014 wynosiła 216 osób.